# Тиха ноћ, смртоносна ноћ 2
Тиха ноћ, смртоносна ноћ 2 (енгл. Silent Night, Deadly Night Part 2) је амерички хорор филм из 1987. режисера Чарлса Селијера, директан наставак флма Тиха ноћ, смртоносна ноћ са Ериком Фриманом, Жан Милер, Елизабет Кајтан и Џејмсом Њуменом у главним улогама. Време радње филма, је као и у првом делу, смештено на Божић.
Филм је добио прегршт негативних коментара како публике, тако и критичара и сматра се једним од најлошијих наставака у хорор жанру. Уз веома низак буџет, остварио је и подједнако ниску зараду. Већи део филма сачињен је из флешбекова догађаја из првог дела, којих се неколико година касније присећа Рики Чапман у разговору са својим психијатром. Флешбек сцене које трају до последњих 15 минута филма, говоре о недостатку средстава да се сними овај наставак, али и поред тога он је успео да изнедри још 3 наставка у серијалу, која су била успешнија од њега.
Од ликова из претходног филма, враћа се брат главног антагонисте, Рики Чапман, као и главна протагонисткиња, игуманија, међутим Лилијан Шовен није желела да се врати у своју улогу, па ју је заменила Жан Милер.

## Радња
Неколико година након догађаја из првог филма, Рики Калдвел, брат Билија Чапмана који је у првом делу убијен након што је направио масакр обучен у Деда Мраза, је у затвору због бројних убистава које је починио. О његовим злочинима као и о догађајима из првог дела сазнаје се на основу Рикијевог разговора с његовим психијатром, др Хенријем Блумом. Рики сматра да је главни кривац за суноврат његовог и Билијевог живота мајка игуманија и да мора да јој се освети.
Када исприча све о убиствима које је починио, Рики задави др Блума и побегне из затвора. У оделу Деда Мраза и са секиром у руци проваљује у кућу игуманије. Она се након претрпљеног срчаног удара повукла у пензију и иако непокретна, живи сама већ годинама. Сцене у којима игуманија у својим колицима бежи од Рикија су једине које су добиле позитивне коментаре публике, али се поново завршавају разочаравајуће, пошто је игуманија посустала у свом покушају да убоде Рикија ножем и то платила животом.

## Улоге
| Глумац              | Улога                        |
| ------------------- | ---------------------------- |
| Ерик Фриман         | Ричард „Рики” Чапман-Калдвел |
| Жан Милер           | Мајка Супериор (игуманија)   |
| Џејмс Њумен         | др Хенри Блум                |
| Елизабет Кајтан     | Џенифер Статсон              |
| Корина Гелфан       | Марта Розенберг              |
| Мајкл Комбати       | Морти Розенберг              |
| Нађа Винд           | сестра Мери                  |
| Џоана Вајт          | Паула                        |
| Лилијан Шовен (арх) | Мајка Супериор (игуманија)   |
| Кен Вичерт          | Чип                          |
| Рон Моријатри       | детектив                     |
| Френк Новак         | Роко зеленаш                 |
| Линеа Квигли (арх)  | Дениз                        |
| Рандал Бофман       | Еди                          |
| Џеремаја Серд       | Грег                         |